# Shoal Bay (nordöstlich von Darwin)
Shoal Bay ist eine Meeresbucht des Beagle Gulf, die sich nordöstlich von Darwin im australischen Bundesstaat Northern Territory befindet. Die Bucht ist vom Küstentyp Ria. In die Bucht mündet der kurze Howard River, der Mündungstrichter heißt Hope Inlet. Dort befindet sich – nördlich und den Howard entlang ins Landesinnere – das Tree Point Conservation Area, an den dann südlich der Howard Springs Nature Park anschließt. Die Bucht beherbergt viele Vogelarten, darunter den Großen Knutt.
Südwestlich der Bucht befindet sich die Shoal Bay Receiving Station.